# Grayia caesar
Espèce
Synonymes
- Xenurophis caesar Günther, 1863

Grayia caesar est une espèce de serpents de la famille des Colubridae.

## Description
Il s'agit d'une espèce de serpent aquatique.
Ce serpent présente plusieurs bandes de couleurs blanches sur le corps. Il est a noter que les femelles en arborent plus que les mâles.
Il mesure généralement autour de 70 cm. Cependant certains spécimens ont atteint les 116 cm.
Il se nourrit principalement de poissons et d'amphibiens.

## Répartition
Cette espèce se rencontre au Cameroun, au Gabon, en Guinée équatoriale, en République centrafricaine, en République du Congo et en République démocratique du Congo. 

## Publication originale
- Günther, 1863 : Third account of new species of snakes in the collection of the British Museum. Annals and magazine of natural history, ser. 3, vol. 12, p. 348-365 (texte intégral).